# The Speed Kings
The Speed Kings es un cortometraje de comedia estadounidense de 1913 protagonizado por Mabel Normand y con Fatty Arbuckle en un papel inicial. La película está ambientada en una pista de carreras y presenta imágenes de carreras reales. La historia tiene al papá de Mabel tratando de evitar su creciente enamoramiento por el piloto de carreras de la vida real Teddy Tetzlaff.

## Elenco
- Ford Sterling - Papá
- Mabel Normand - Mabel
- Teddy Tetzlaff - Él mismo - un piloto de carreras
- Earl Cooper - Él mismo - un piloto de carreras
- Roscoe 'Fatty' Arbuckle - Oficial de pista de carreras
- Billy Jacobs - (como Paul Jacobs)
- Barney Oldfield - Él mismo - un piloto de carreras